# Manfred Liebscher
Manfred Liebscher (* 18. November 1930 in Holzhau; † 4. Juli 2014 in Rüdersdorf bei Berlin) war ein deutscher Autor, Kriminalist und Archivar sowie Oberstleutnant des Ministeriums für Staatssicherheit der DDR.

## Leben
Liebscher wuchs in der Zeit vor und während des Zweiten Weltkrieges bei seiner Großmutter in einem erzgebirgischen Dorf auf. Mit zwölf Jahren wurde er als Knecht zu einem Bauern in ein Nachbardorf gegeben. Diesem lief er nach ungerechter Behandlung davon. Später erlernte er den Beruf eines Sattlers. Nach Ende der Lehre arbeitete er in einer Polsterei. Als diese geschlossen wurde, ging er als Bergmann zur Wismut.
Mit 18 Jahren bewarb er sich für den Polizeidienst. Über die Kasernierte Volkspolizei gelangte er zur NVA. Dort stieg er  bis zum Oberleutnant auf und arbeitete in einem Wehrkreiskommando. An der Arbeiter-und-Bauern-Fakultät erwarb er die Sonderreife um Forstwirtschaft studieren zu können. Wegen einer angeborenen Hüftluxation konnte er jedoch die als Grundlage für den Försterberuf benötigte Waldarbeiterausbildung nicht aufnehmen.
1958 warb ihn das Ministerium für Staatssicherheit. Ab 1959 arbeitete in dessen Untersuchungsabteilung, zuerst in Karl-Marx-Stadt und ab 1960 in Berlin an der Untersuchung von Militärstraftaten. Später wirkte er im NS-Archiv des MfS an der Untersuchung von Nazi- und Kriegsverbrechen. Als dieses Archiv nach der deutschen Wiedervereinigung in das Bundesarchiv in Koblenz überging, wurde er nur für kurze Zeit übernommen. Als wissenschaftlicher Mitarbeiter im Staatsrat der DDR wurde er 1987 mit dem Orden „Banner der Arbeit“ Stufe III ausgezeichnet.
In Gisela Karaus Stasiprotokolle. Gespräche mit ehemaligen Mitarbeitern des Ministeriums für Staatssicherheit der DDR war Liebscher einer der 13 Interviewpartner. Als Rentner begann Liebscher mit dem Schreiben – zunächst nur für die Enkel. Seine Autobiografie Im Paradies der Erinnerungen … erschien in drei Auflagen.
Für Fragen an das MfS (edition-ost, 2010) schrieb er das Vorwort.

## Werke
- Im Paradies der Erinnerungen … Verlag NORA, Berlin 2002, ISBN 3-935445-78-4.